# Ђорђе Чотра
Ђорђе Чотра (Бенковац, 13. септембар 1984) бивши је српски фудбалер, који је играо на позицији левог бека.

## Каријера
Каријеру је почео у БСК Борчи, а потом је био запажен његов учинак у Раду. У јануару 2011. године потписао је уговор са Полонијом на 2,5 године. Дана 20. фебруара 2013. споразумно је раскинуо уговор са Полонијом. Дан касније је постао играч Заглембја. Дана 22. јуна 2017. потписао је уговор са Шлонском.

## Трофеји
Заглембје Лубин
- Прва лига: 2014/15.[5]

## Извори
1. ↑  „Dorde Cotra podpisał kontrakt z Polonią”. ksppolonia.pl. 2011-01-28. Архивирано из оригинала 2011-08-10. г.
2. ↑  „Đorđe Čotra rozwiązał kontrakt z Polonią”. 90minut.pl. 2013-02-20.
3. ↑  „Đorđe Čotra piłkarzem Zagłębia”. 90minut.pl. 2013-02-21.
4. ↑  „Nowi zawodnicy w Śląsku”. 90minut.pl. 2017-06-22.
5. ↑  „I liga 2014/2015”. 90minut.pl (на језику: пољски).